# Varsamt
Varsamt – longplay szwedzkiej piosenkarki Moniki Zetterlund, wydany w październiku 1991 roku nakładem wydawnictwa muzycznego RCA Records. 
Album został nagrany w Atlantis Studio w Sztokholmie i wyprodukowany przez Petera R. Ericsona.
Wydawnictwo uplasowało się na 10. miejscu zestawienia najlepiej sprzedających się albumów w Szwecji, opublikowanym przez Topplistan.

## Lista utworów
Opracowano na podstawie materiału źródłowego.
Strona A
1. „Ska nya röster sjunga” (muz. i sł. Mikael Wiehe) – 4:15
2. „Pantermannen” (muz. Nelson Cavaquinho, sł. Hans Alfredson) – 4:14
3. „Never Let Me Go” (muz. i sł. Ray Evans, Jay Livingston) – 4:30
4. „Under vinrankan” (muz. i sł. Peter R. Ericson) – 4:16
5. „Som ett andetag” (muz. i sł. Mikael Wiehe) – 5:30

Strona B
1. „Försiktigt” (muz. i sł. Mauro Scocco) – 4:30
2. „Cavatina” / „He’s so Beautiful” (muz. Stanley Myers, sł. Cleo Laine) – 3:55
3. „Jag älskar dig” (muz. i sł. Marie Bergman) – 4:19
4. „Sommar i midnattsolens land ” (muz. Blossom Dearie, sł. Lars Nordlander) – 3:27
5. „Tillägnan” (muz. Monica Dominique, sł. Lars Forssell) – 5:20

## Pozycja na liście sprzedaży
| Kraj    | Notowanie (1991) | Najwyższa pozycja |
| ------- | ---------------- | ----------------- |
| Szwecja | Topplistan       | 10                |